# Glanssalangan
Glanssalangan (Collocalia esculenta) är en fågel i familjen seglare.

## Utseende och läte
Glanssalanganen är glansigt blåsvart på ovansidan, inklusive stjärten. Ibland ser den ut att vara svart och med huva. Bröstet är svart. På magen och upp på sidorna är den vit, med små små svarta fläckar i det yttre av det vita. Vingspetsarna är rundade. Undersidan av vingen är svart. Stjärten är rundad, med små urgröpningar i ändarna och vita paneler. Den är så lik vitgumpad salangan att man måste se både översidan och undersidan för att kunna skilja dem åt. Glanssalangan blir nio till 11,5 centimeter lång. Dess sång är ett mjukt kvittrande.

## Utbredning och systematik
Arten ansågs fram tills nyligen ha en vid utredning från Andamanerna till Filippinerna och Nya Kaledonien fördelade på över trettio underarter. Studier visar dock att dess olika populationer är väl differentierade genetiskt och inte heller varandras närmaste släktingar. Idag urskiljs därför en handfull arter ur glanssalanganen: julösalangan, fjäderfotad salangan, bergsryggssalangan, timorsalangan, grågumpad salangan, tenggarasalangan samt satängsalangan. 
De återstående populationer som fortfarande behålls i esculenta förekommer i huvudsak från Sulawesi via Nya Guinea till Salomonöarna, fördelade på 17 underarter:
- Collocalia esculenta spilura: norra Moluckerna
- Collocalia esculenta manadensis: norra Sulawesi
- Collocalia esculenta esculenta: centrala och södra Sulawesi, Banggaiöarna, Sulaöarna, södra Moluckerna (till Kaiöarna) samt Aruöarna
- Collocalia esculenta minuta: Salayaröarna i norra Floreshavet
- Collocalia esculenta amethystina: Waigeo utanför nordvästra Nya Guinea
- Collocalia esculenta numforensis: Numfoor utanför nordvästra Nya Guinea
- Collocalia esculenta nitens: Nya Guinea, västpapuanska öarna, Yapen och Karker
- Collocalia esculenta misimae: Louisiadeöarna (Misima och Rossel)
- Collocalia esculenta stresemanni: Amiralitetsöarna (Manus, Rambutyo, Nauna, Los Negros)
- Collocalia esculenta heinrothi: Bismarckarkipelagen  (New Hanover, Nusa, New Ireland och Djaul)
- Collocalia esculenta spilogaster: Bismarckarkipelagen (Lihiröarna och Tatáu Island)
- Collocalia esculenta hypogrammica: Bismarckarkipelagen (Greenöarna)
- Collocalia esculenta tametamele: Bismarckarkipelagen och Bougainville
- Collocalia esculenta iagonoleucos: nordvästra Salomonöarna (Buka and Bougainville; populationen på Shortland möjligen även denna underart
- Collocalia esculenta becki: centrala och nordöstra Salomonöarna, ett fynd från Malaita
- Collocalia esculenta makirensis: Makira (Salomonöarna)
- Collocalia esculenta desiderata: Rennell (södra Salomonöarna)

## Status
IUCN kategoriserar arten som livskraftig, men inkluderar fortfarande även de taxon som tidigare behandlades som underarter till glanssalangen (se ovan).